# Henri Duvillard (sciatore)
Henri Duvillard (Megève, 23 dicembre 1947) è un ex sciatore alpino francese.

## Biografia
Henri Duvillard proviene da una famiglia di grandi tradizioni negli sport invernali: è fratello di Adrien senior, marito di Britt Lafforgue, padre di Julie e Kristina, tutti a loro volta sciatori alpini, e zio dello sciatore alpino Adrien junior e degli sciatori freestyle Cédric e Julien Regnier-Lafforgue.

### Stagioni 1966-1971
Sciatore polivalente, Duvillard debuttò in campo internazionale in occasione del trofeo delle Trois Vallées 1966, il 4 marzo a Courchevel in slalom speciale (29º); in Coppa del Mondo esordì il 27 gennaio 1967 a Megève in discesa libera (18º), ottenne il primo piazzamento a punti due giorni dopo nella medesima località in slalom speciale (10º), il primo podio il 12 dicembre 1968 a Val-d'Isère in slalom gigante (3º dietro all'austriaco Karl Schranz e al compagno di squadra Bernard Orcel) e la prima vittoria il 24 gennaio 1969 ancora a Megève in discesa libera: in quella stagione 1968-1969 fu 2º nella classifica della Coppa del Mondo di discesa libera, superato da Schranz di 15 punti.
Il 10 gennaio 1970 vinse la classica discesa libera della Lauberhorn di Wengen e in quella stagione 1969-1970 fu 3º nella classifica di specialità; ai Mondiali di Val Gardena 1970, sua prima presenza iridata, si classificò 25º nella discesa libera e non completò lo slalom gigante. Nella successiva stagione 1970-1971, dopo aver conquistato 6 podi con 2 vittorie, si piazzò 2º nella classifica della Coppa del Mondo generale, staccato dall'italiano Gustav Thöni di 20 punti.

### Stagioni 1972-1973
Agli XI Giochi olimpici invernali di Sapporo 1972, sua unica presenza olimpica, si classificò 19º nella discesa libera, 4º nello slalom speciale e non concluse lo slalom gigante; anche in quella stagione 1971-1972 fu 2º nella classifica della Coppa del Mondo generale dietro a Thöni, che lo superò di 12 punti, dopo aver conquistato 5 podi con 1 vittoria.
Il 19 gennaio 1973 conquistò l'ultima vittoria in Coppa del Mondo, a Megève in slalom gigante, e il 4 febbraio successivo l'ultimo podio, a Sankt Anton am Arlberg in slalom speciale (3º alle spalle di Thöni e del tedesco occidentale Christian Neureuther); ottenne gli ultimi punti nel massimo circuito internazionale il 23 marzo seguente a Heavenly Valley in slalom speciale (7º) e prese per l'ultima volta il via il giorno seguente nella medesima località in slalom gigante (15º). La sua carriera agonistica si interruppe in quello stesso 1973 quando partecipò alla contestazione contro i responsabili tecnici della nazionale francese assieme ad altri atleti di primo piano della squadra maschile e la Federazione sciistica della Francia reagì mettendoli fuori squadra.

## Palmarès

### Coppa del Mondo
- Miglior piazzamento in classifica generale: 2º nel 1971 e nel 1972
- 20 podi:
  - 6 vittorie
  - 6 secondi posti
  - 8 terzi posti

#### Coppa del Mondo - vittorie
| Data             | Località             | Paese    | Specialità |
| ---------------- | -------------------- | -------- | ---------- |
| 24 gennaio 1969  | Megève               | Francia  | DH         |
| 10 gennaio 1970  | Wengen               | Svizzera | DH         |
| 13 dicembre 1970 | Sestriere            | Italia   | DH         |
| 9 gennaio 1971   | Madonna di Campiglio | Italia   | GS         |
| 9 gennaio 1972   | Berchtesgaden        | Germania | SL         |
| 19 gennaio 1973  | Megève               | Francia  | GS         |

Legenda:

DH = discesa libera

GS = slalom gigante

SL = slalom speciale

### Campionati francesi
- 2 ori (slalom gigante nel 1970; discesa libera nel 1971)[senza fonte]

## Statistiche
Sciatore completo, fu il secondo atleta nella storia dello sci alpino, dopo il connazionale Jean-Claude Killy, a vincere in Coppa del Mondo in tutte le specialità previste all'epoca della sua attività agonistica.

### Podi in Coppa del Mondo
| Stagione/Specialità | Discesa libera | Discesa libera | Discesa libera | Slalom gigante | Slalom gigante | Slalom gigante | Slalom speciale | Slalom speciale | Slalom speciale | Podi totali |
| ------------------- | -------------- | -------------- | -------------- | -------------- | -------------- | -------------- | --------------- | --------------- | --------------- | ----------- |
| Stagione/Specialità | 1º             | 2º             | 3º             | 1º             | 2º             | 3º             | 1º              | 2º              | 3º              | Podi totali |
| 1967                |                |                |                |                |                |                |                 |                 |                 | 0           |
| 1968                |                |                |                |                |                |                |                 |                 |                 | 0           |
| 1969                | 1              | 1              | 1              |                |                | 1              |                 |                 |                 | 4           |
| 1970                | 1              |                | 2              |                |                |                |                 |                 |                 | 3           |
| 1971                | 1              | 1              |                | 1              | 1              | 2              |                 |                 |                 | 6           |
| 1972                |                | 2              |                |                | 1              | 1              | 1               |                 |                 | 5           |
| 1973                |                |                |                | 1              |                |                |                 |                 | 1               | 2           |
| Totale              | 3              | 4              | 3              | 2              | 2              | 4              | 1               | 0               | 1               | 20          |
| Totale              | 10             | 10             | 10             | 8              | 8              | 8              | 2               | 2               | 2               | 20          |